# 지적

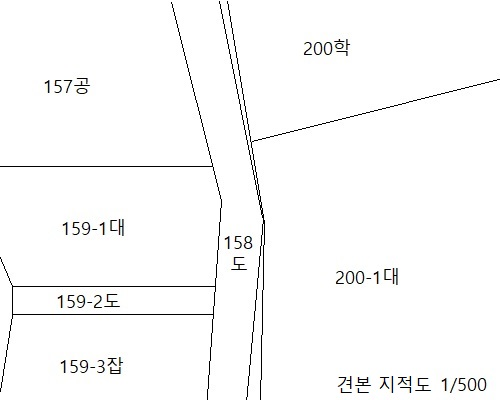
지적의 대표적인 예시인 지적도 견본.

지적(地籍, Cadastre)은 국토의 전반에 걸쳐 일정한 사항을 국가 또는 국가의 위임을 받은 기관이 등록하여 이를 국가 또는 국가가 지정하는 기관에 비치하는 기록을 말한다. 때로는 지표면이나 공간 또는 지하를 막론하고 재정적 가치가 있는 모든 부동산 물건을 계속 유지·관리하기 위한 국가의 토지행정으로 확장해 정의하기도 한다.
토지와 관련한 물리적 현황과 법적 권리 관계 등을 등록·공시하며, 공적인 측면에서는 국토를 효율적으로 관리하며 사적인 측면에서는 일필지 단위의 토지에 대한 소유권의 보호 및 재산의 가치를 제고하는데 활용한다. 처음에는 과세를 위한 수단으로 출발였으나, 토지 소유권과 부동산 시장을 촉진하는 법지적을 통해 가격 정보, 필지 관계 정보를 기록하고 보관·제공 및 운영을 목적으로 하는 다목적 지적(Multipurpose Cadastre)으로 발전하고 있다.

## 같이 보기
- 지리 정보 시스템
- 측량
- 웹 매핑